# Hymenomima inceptaria
Hymenomima inceptaria là một loài bướm đêm trong họ Geometridae.